# Alexandre Oulianov
Pour les articles homonymes, voir Oulianov.
Alexandre Ilitch Oulianov (en russe : Александр Ильич Ульянов), né le 1er avril 1866 (13 avril dans le calendrier grégorien) à Nijni Novgorod et mort pendu le 8 mai 1887 (20 mai dans le calendrier grégorien) à la forteresse de Chlisselbourg, est un populiste russe, l'un des meneurs du complot qui visait à répliquer celui des Pervomartovtsi (en russe : Первомартовцы, « Ceux du 1er mars »). Il est le frère aîné de quatre ans de Lénine, leader de la révolution russe de 1917.
Alexandre Oulianov avait rejoint le reliquat du groupe terroriste Narodnaïa Volia (« La Volonté du Peuple ») qui avait commis l'assassinat de l'empereur Alexandre II en 1881. Avec ses complices, il prépara une tentative d'assassinat d'Alexandre III. Le complot devait avoir lieu le 1er mars 1887 (13 mars dans le calendrier grégorien), 6 ans jour pour jour après l'attentat contre Alexandre II, mais la police éventa le complot et en mai 1887, les conspirateurs furent arrêtés.
Au cours de son procès, Alexandre Oulianov prononça un discours politique justifiant le recours au terrorisme devant le tribunal. Il fut condamné à mort et pendu en compagnie de ses camarades Pakhomi Andreïouchkine, Vassili Gueneralov, Vassili Ossipanov et Pierre Chevirev.
L'exécution de son frère Alexandre radicalisa son frère cadet le futur Lénine qui n'avait que 17 ans et s'impliqua davantage dans les mouvements étudiants et les activités de propagande révolutionnaire, rompant avec l'action révolutionnaire « romantique » des populistes. Sa sœur Anna soupçonnée de complicité proteste de son ignorance dans une supplique au tsar et n'est condamnée qu'à un exil de cinq ans à Kokouchkino.
Son frère, une fois arrivé au pouvoir, aurait pu ordonner l’exécution du Tsar Nicolas II et de sa famille pour venger sa mort. Cette idée de vengeance, de Lénine est le thème central de la bande dessinée Vendetta, la vengeance des Oulianov de Loulou Dédola et de Lelio Bonaccorso, parue en 2021 aux éditions Steinkis. 

## Dans les arts
Le film de fiction Le Cœur d'une mère, de Marc Donskoï, dépeint certains aspects de la vie des Oulianov — le procès d'Alexandre, notamment — vus à travers le regard de la mère (Maria Alexandrovna Oulianova).

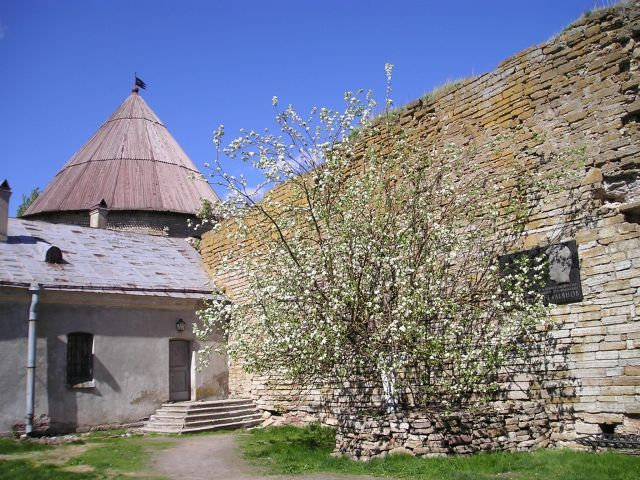
Plaque commémorative apposée sur les lieux de l'exécution (forteresse de Chlisselbourg).